# روبرتو پولیکانو
روبرتو پولیکانو (انگلیسی: Roberto Policano؛ زادهٔ ۱۹ فوریهٔ ۱۹۶۴) بازیکن فوتبال اهل ایتالیا است.
از باشگاه‌هایی که در آن بازی کرده‌است می‌توان به باشگاه فوتبال تورینو، باشگاه فوتبال آ.اس. رم، باشگاه فوتبال لاتینا، باشگاه فوتبال جنوآ، و باشگاه فوتبال ناپولی اشاره کرد.